# Украинское платёжное пространство
Национальная платёжная система «Украинское платёжное пространство» (укр. Національна платіжна система «Український платіжний простір», ПРОСТІР) — украинская банковская многоэмитентная система массовых платежей, в которой расчёты за товары и услуги, выдача наличных денег и другие операции осуществляются с помощью платежных смарт-карт по технологии, разработанной Национальным банком Украины.

## История
«Национальная система электронных платежей» (НСМЭП) была запущена в феврале 2003 года. В 2016 году после ребрендинга система получила название «Национальная платёжная система „Украинское платёжное пространство“» (ПРОСТІР). По состоянию на август 2017 года членами системы являются 49 украинских банков, действует 844 618 карт.

## Технологии
Расчёты и получение денежной наличности в системе осуществляются при помощи банковских бесконтактных платёжных карт со встроенными чип-модулями. По сравнению с картами с магнитной полосой, подделка таких карт значительно затруднена.
Существует ряд платежных веб-порталов, которые предоставляют возможность держателям карточек оплачивать различные услуги, начиная от коммунальных и заканчивая денежными переводами в пользу юридических лиц.

## Электронные деньги
На базе инструмента, который называется «электронный кошелёк», на Украине имеют законное обращение фиатные электронные деньги. Эти электронные деньги выполнены на базе смарт-карт и могут быть персонифицированными, а в случае эмиссии чипов электронных кошельков без инструмента «платёжный чек» — анонимными. Анонимная платёжная карта является картой с хранимой стоимостью.

## Преимущества и недостатки

#### Преимущества
- Система работает автономно, тем самым обеспечивая диверсификацию рисков для Украины, в случае перебоев или остановки работы международных платёжных систем на территории страны.
- Система использует только платёжные инструменты на базе смарт-чипа, что, в отличие от карт с магнитной полосой, существенно повышает безопасность (чип невозможно подделать или склонировать).
- За всю историю не зафиксировано ни одного взлома или «фрода» с платёжными инструментами системы.
- Стоимость пользования системой для банков существенно дешевле, чем использование международных платёжных систем.
- Появляется альтернатива международным платёжным системам, против некоторых из которых ведутся антимонопольные процессы во многих странах мира.
- Набор доступных в настоящее время на территории Украины инструментов и технологий для банков, держателей карт и разработчиков платёжных решений больше, чем в крупных международных платёжных системах.

#### Недостатки
- Карты системы принимаются к оплате только на территории Украины.